# フェルナン・リゴ
フェルナン・リゴ（Fernand Rigot, 1894年2月16日 - 1981年7月22日）は、ベルギーの映画監督、ベルギー王立シネマテークのディレクター、映画プロデューサーである。第1回カンヌ国際映画祭の審査員を務めた。

## 人物・来歴
ベルギーのブラバント州の都市レニック（現在はフラームス＝ブラバント州に属する）のレニック＝サン＝カンタン地区に生まれる。
第二次世界大戦以前はドキュメンタリー映画の監督として活動し、1932年にベルギー映画大学（UCB）製作のもと、アイスランドにロケーション撮影を敢行し、2本の長篇ドキュメンタリー映画を監督した。同作は1935年9月2日、アメリカ合衆国でも公開された。
1946年9月にフランスのカンヌで初めて開催されたカンヌ国際映画祭で、ベルギー選出の審査員を務めた。
ベルギー王立シネマテークのディレクターを務め、1948年以降は同シネマテークとして、ポール・エゼール、アンドレ・コーヴァン、ジェラール・ド・ボエ、シャルル・ドクークレールといった映画作家にドキュメンタリー映画の製作を依頼した。1949年にはコーヴァン監督の『黒い影』が第10回ヴェネツィア国際映画祭にエントリーし、ドキュメンタリー賞を受賞、1952年には第6回カンヌ国際映画祭に同じくコーヴァン監督の『ボンゴロ』がノミネートされた。
1981年7月22日、ベルギーの首都ブリュッセルのアンデルレヒトで死去した。満87歳没。

## おもなフィルモグラフィ
監督
- アイスランド 二つの世界の架け橋（Islande, escale entre deux mondes : 1932年）
- アイスランドのベルギー人漁師たち（Pêcheurs belges en Islande : 1932年）

プロデューサー
- ルノアルからピカソまで（Bezoek aan Picasso : 監督ポール・エゼール、1948年）
- 黒い影（L'Équateur aux cents visages : 監督アンドレ・コーヴァン、1948年）
- ボンゴロ（Bongolo : 監督アンドレ・コーヴァン、1952年）